# Udo Kier
Udo Kier (eg. Udo Kierspe, født 14. oktober 1944 i Köln, Tyskland) er en tysk skuespiller.
Han har siden sine mange medvirkener i Lars von Triers film fået høj kultstatus i Danmark. Har derudover arbejdet sammen med instruktører som Gus Van Sant og Dario Argento.
Kier er både set i mainstreamproduktioner som Robert Rodriguez og Quentin Tarantinos Grindhouse (2007), science fiction/action-filmen Armageddon (1998), komedien Ace Ventura: Pet Detective, horrorfilmene Blade og Halloween (2007) samt mange andre i samme stil. Både Hollywoodproduktioner og mere alternative film er faldet i hans smag.

## Udvalgt filmografi
| År   | Titel                      | Rolle                    | Note(r) |
| ---- | -------------------------- | ------------------------ | ------- |
| 1970 | Heksejægerens torturkammer | Grev Christian von Meruh |         |
| 1974 | Blood for Dracula          | Grev Dracula             |         |
| 1975 | Die Geschichte der O       | René                     |         |
| 1977 | Suspiria                   | Dr. Frank Mandel         |         |
| 1987 | Epidemic                   | Sig selv                 |         |
| 1988 | Medea                      | Jason                    | Tv-film |
| 1991 | Europa                     | Lawrence Hartmann        |         |
| 1991 | My Own Private Idaho       | Hans                     |         |
| 1993 | For pengenes skyld         | Mr. Himmelman            |         |
| 1994 | Ace Ventura: Pet Detective | Ron Camp                 |         |
| 1995 | Johnny Mnemonic            | Ralfi                    |         |
| 1996 | Breaking the Waves         | Sadistisk sømand         |         |
| 1998 | Armageddon                 | Psykolog                 |         |
| 1998 | Ice                        | Dr. Norman Kistler       | Tv-film |
| 1998 | Blade                      | Dragonetti               |         |
| 1999 | Besat                      | Vincent                  |         |
| 1999 | End of Days                | Head Priest              |         |
| 2000 | Shadow of the Vampire      | Albin Grau               |         |
| 2000 | Dancer in the Dark         | Dr. Porkorny             |         |
| 2003 | Dogville                   | Mr. Kirspe               |         |
| 2005 | Modigliani                 | Max Jacob                |         |
| 2005 | BloodRayne                 | Regal Monk               |         |
| 2005 | Manderlay                  | Mr. Kirspe               |         |
| 2007 | Grindhouse                 | Franz Hess               |         |
| 2007 | Halloween                  | Morgan Walker            |         |
| 2010 | Das Leben ist zu lang      | Tabatabai                |         |
| 2011 | Der Himmel hat vier Ecken  | Graf Karpatovicz         |         |
| 2011 | Melancholia                | Bryllupsplanlægger       |         |
| 2011 | Keyhole                    | Dr. Lemke                |         |
| 2011 | Pariser Platz – Berlin     | Guru                     |         |
| 2012 | Iron Sky                   | Wolfgang Kortzfleisch    |         |
| 2013 | Night of the Templar       | Father Paul              |         |
| 2013 | Nymphomaniac               | Tjener                   |         |

### Tv-serier
- Riget I (1994)
- Riget II (1997)
- Chuck (2010)
- Scooby-Doo! Mystery Incorporated (2010)
- Borgia (2011)
- Riget Exodus (2022)[1][2][3][4]

## Computerspil
- Command & Conquer: Red Alert 2 (2000)
- Command & Conquer: Red Alert 2: Yuri's Revenge (2001)